# 英皇娛樂台
英皇娛樂台由英皇娛樂集團開辦，無綫收費電視有限公司負責播放（Playout）及廣播（Broadcasting），頻道編號18（Now寬頻電視「無綫收費電視特選組合」第818台）。英皇娛樂台於2006年12月11日啟播，以「追星‧造星‧唯我首選」為口號，追蹤以英皇娛樂旗下藝人為主的動態及極密幕後花絮，並為藝人提供表演平台。英皇娛樂台內容包括英皇旗下歌手最新MV、偶像資訊，觀眾亦有機會一同參與節目演出，是一個可以令FANS近距離接觸偶像的電視頻道。除娛樂新聞外，亦有「每月精選」，播放綜藝節目（例如大陸綜藝節目《舞林大會》）或英皇電影。
英皇娛樂台於2009年12月1日停播。

## 主播
- 陳家樂
- 李逸朗
- 王凱駿
- 胡畇浩
- 李沅濂
- 湯怡